# Bačkory

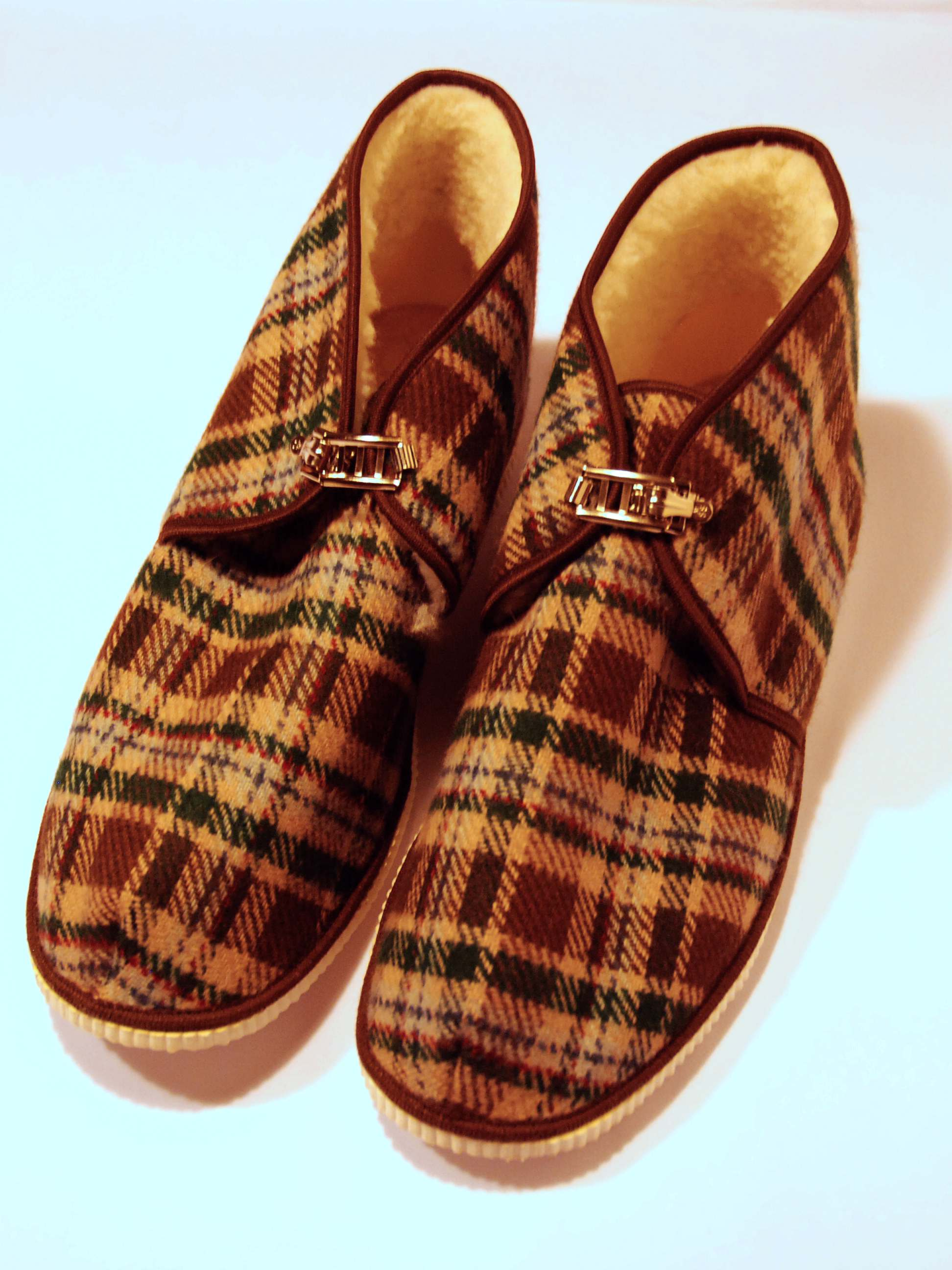
Bačkory s přezkou

Bačkory jsou typem lehké a pohodlné domácí obuvi.
Vzhledem k tomu, že bačkory jsou nošeny pouze uvnitř budov, nejsou určeny pro chození v mokrém či nečistém prostředí a také nejsou používány na nerovný terén či dlouhé vzdálenosti. Navrhovány jsou jednodušší a měkčí než například vycházková obuv, která má ochrannou a podpůrnou funkci. Vyrábí se obvykle z lehkých a poddajných materiálů, z měkké kůže, tkaniny, plsti a úpletů. Podrážka je většinou tenká, měkká a bez vysokého podpatku.
Od pantoflí, které jsou také druhem domácí obuvi, se liší zejména tím, že mají patu a často jsou kotníčkové.

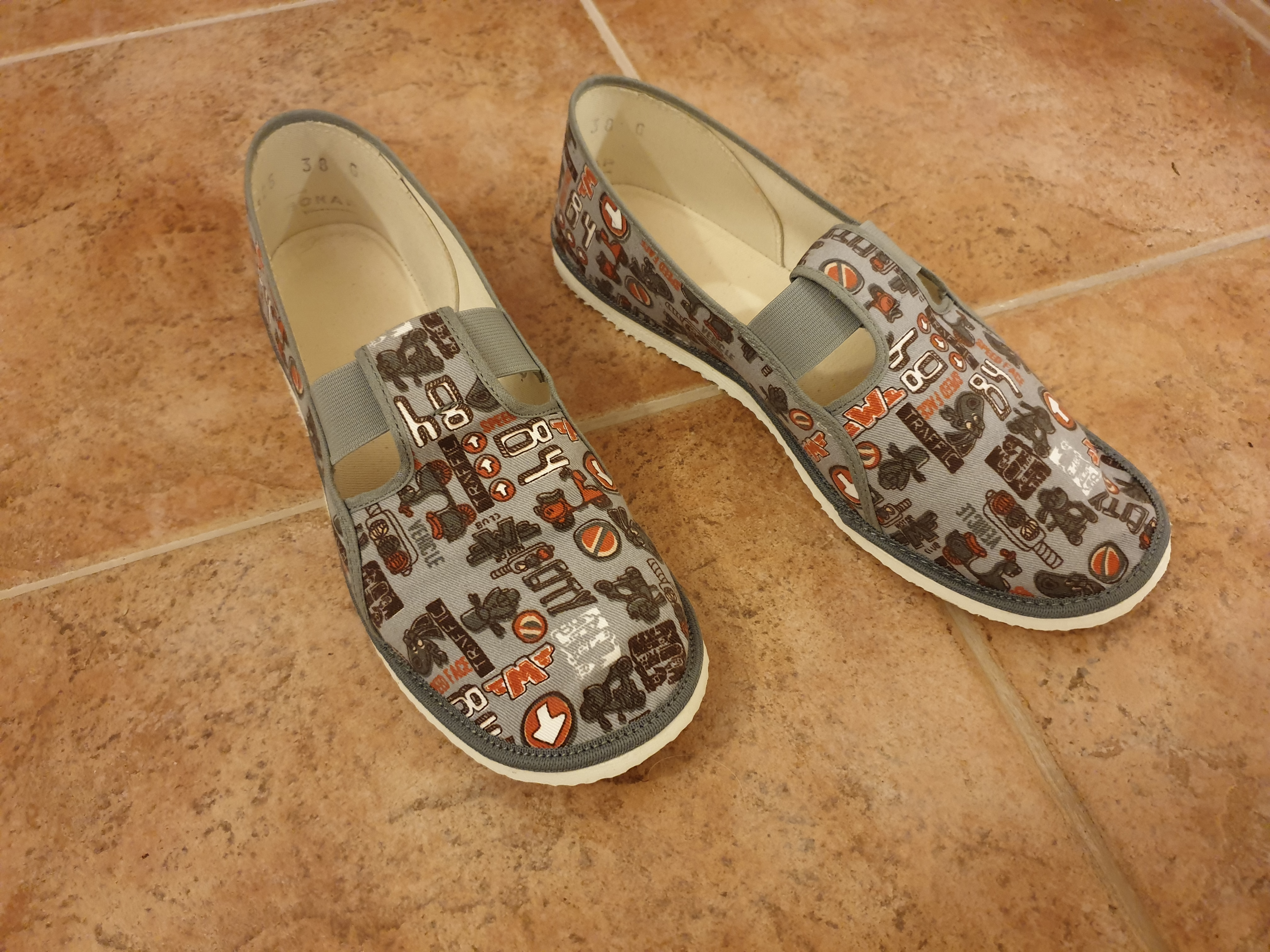
Dětské bačkory